# Teylers Hofje
Teylers Hofje is een van de twintig hofjes die Haarlem kent. Het Teylers Hofje is te vinden aan de Koudenhorn 64a, aan het Spaarne aan de rand het centrum van Haarlem. De achteringang (niet open voor publiek) is gelegen aan de Teylershofjestraat.
Het Teylers Hofje is van 1787 en is gesticht uit de nalatenschap van Pieter Teyler van der Hulst net als het op steenworp afstand gelegen Teylers Museum aan het Spaarne. Naast het museum ligt het Teylers Fundatiehuis in de Damstraat 21. Pieter Teyler van der Hulst vestigde al een hofje in 1752, na de dood van zijn vrouw. Hij vestigde dit hofje op het terrein van het huidige Vrouwe- en Antonie Gasthuys. In zijn testament bepaalde hij dat er een nieuw hofje gebouwd moest worden aan het Spaarne. In 1787 werd het Teylershofje verplaatst naar de Koudenhorn.
Pieter Teyler bestemde zijn hof voor eerzame dames van boven de 70. Thans wonen er ook alleen vrouwen, maar die zijn algemeen wel wat jonger. Het hofje telt 24 huisjes gelegen rond een binnentuin. Deze huisjes hebben de status rijksmonument en zijn ingeschreven onder nummer 19507 in het monumentenregister. In het hoofd- of voorgebouw is een beheerderswoning en een regentenkamer te vinden. Op de binnenplaats bevindt zich een hardstenen pomp. Het ontwerp is van architect Leendert Viervant die ook het ontwerp van de Ovale Zaal in het Teylers Museum heeft gemaakt. Het hofje heeft aan de kant van de Koudenhorn een neoclassicistische façade, de entree wordt geflankeerd door dorische zuilen.
Eind 2020 is het Teylers Hofje aangekocht door Vereniging Hendrick de Keyser met steun van de BankGiro Loterij.
Het hofje is overdag vrij toegankelijk, alleen niet op zondag.

## Foto's

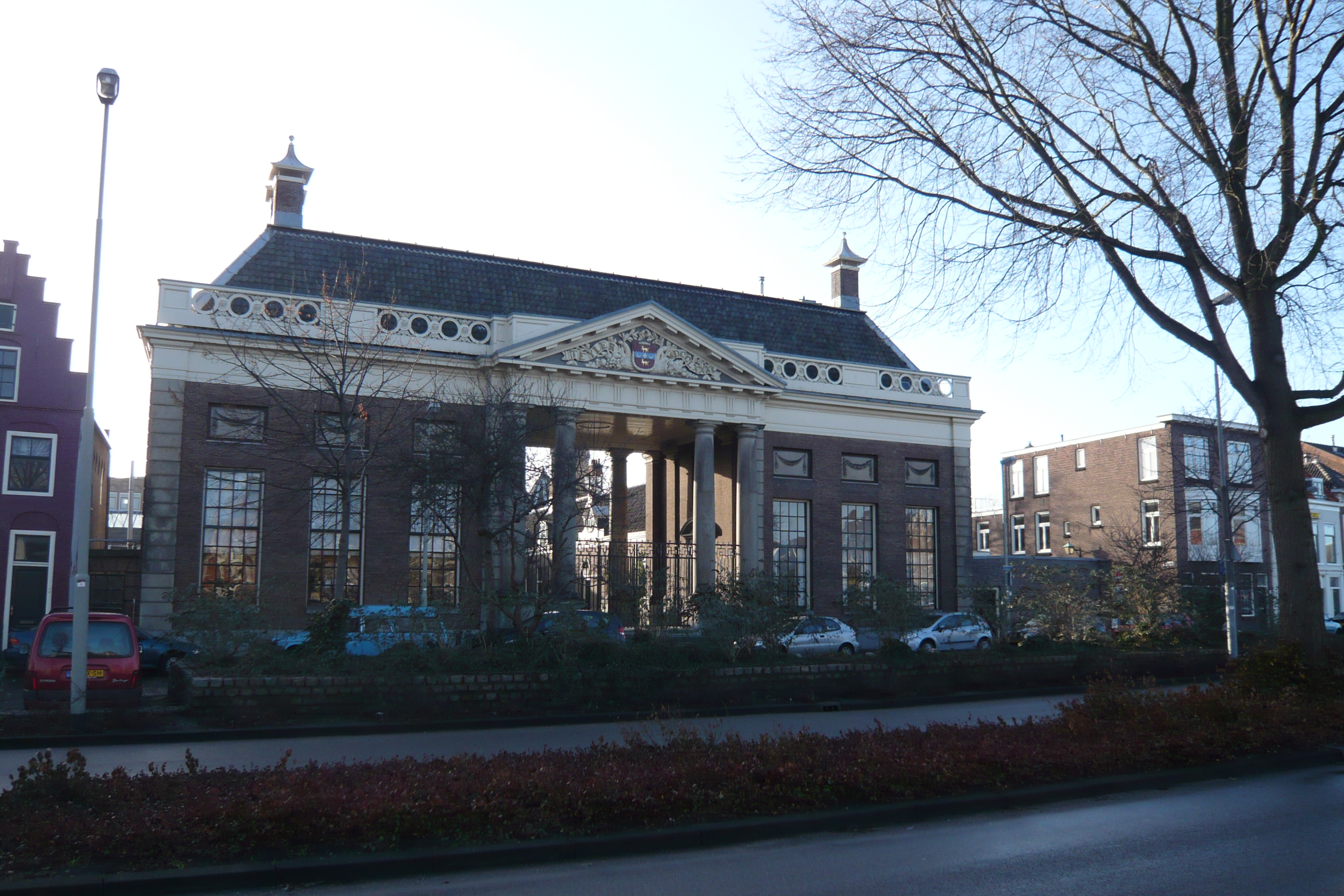
Entree aan de Koudenhorn
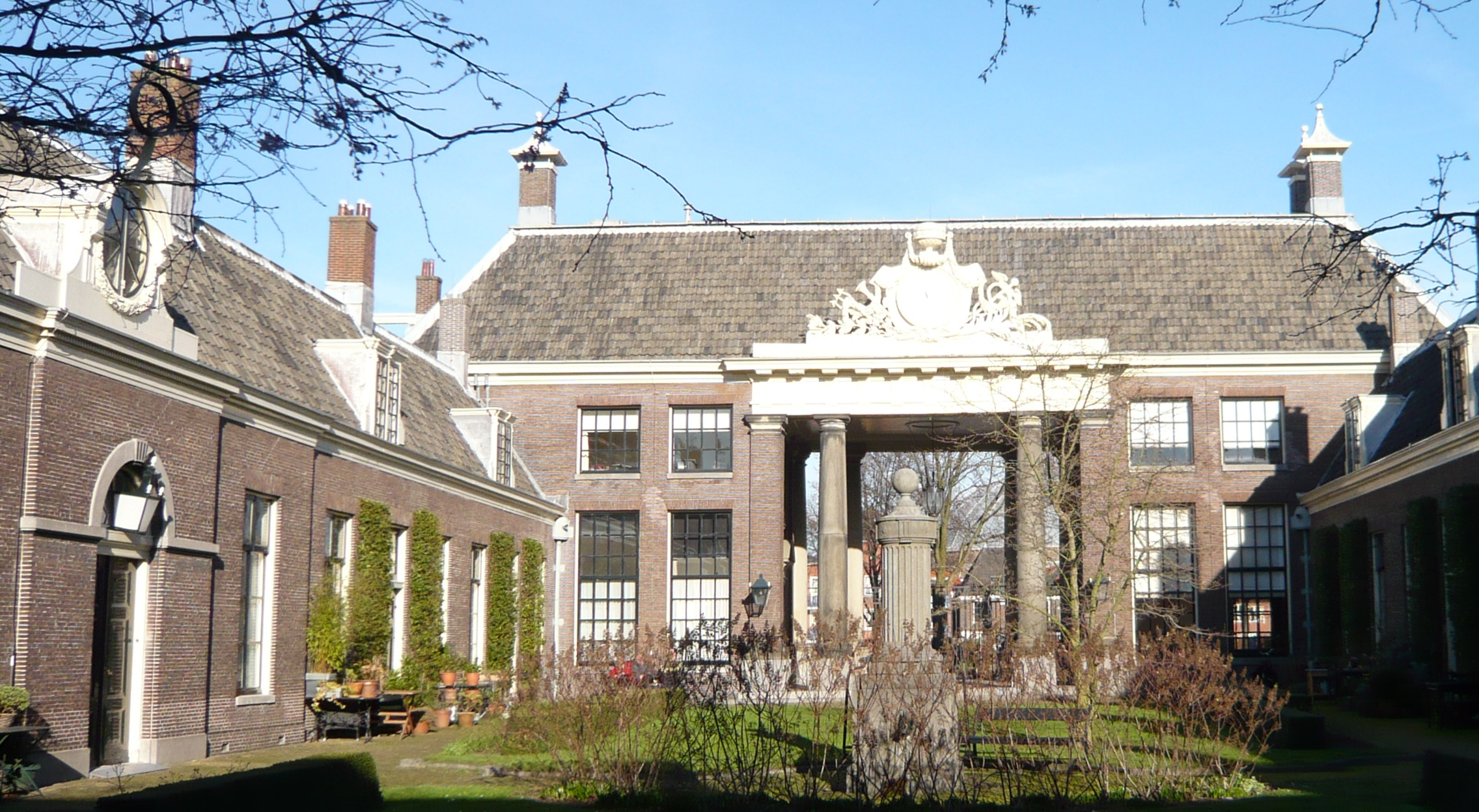
Binnentuin
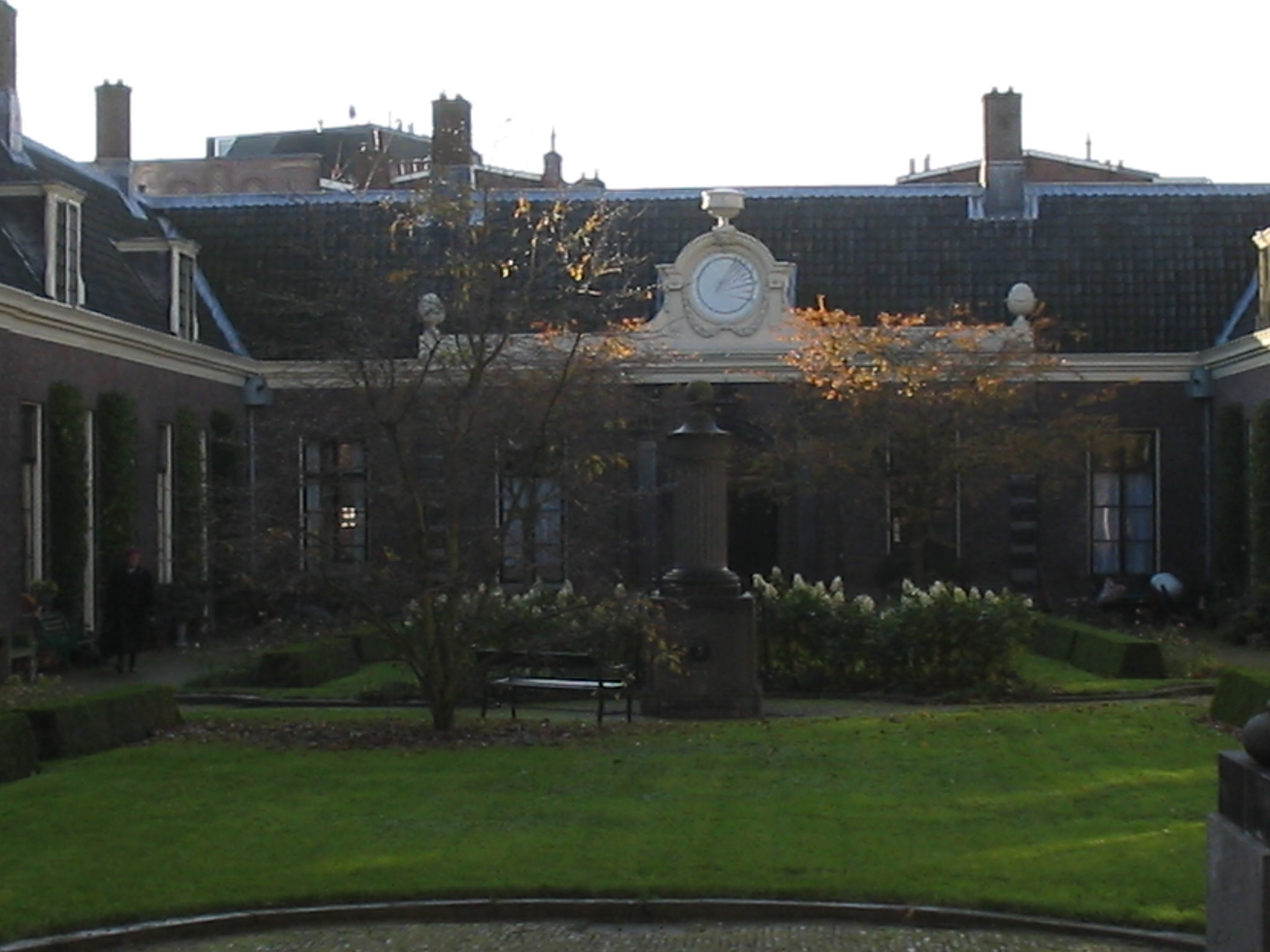
Hofje met pomp
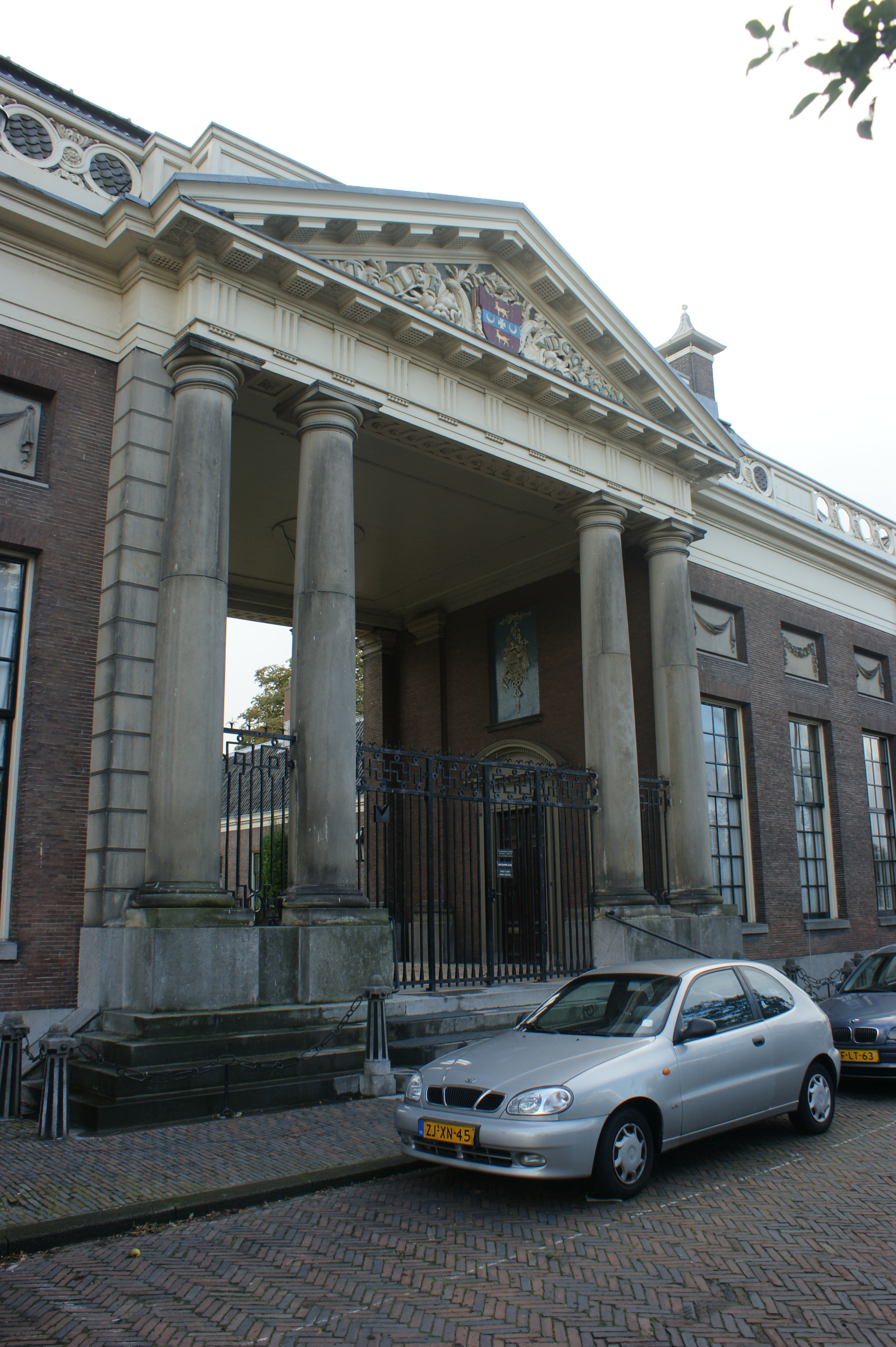
Ingang